# Henry Dundas (1er vicomte Melville)
Pour les articles homonymes, voir Henry Dundas et Melville.
Henry Dundas (28 avril 1742, Dalkeith (Midlothian) – 28 mai 1811, Édimbourg) est un homme de loi et un homme politique écossais.

## Biographie
Dundas est le quatrième fils de Robert Dundas (Lord Arniston l'Ancien) (en) (1685–1753), Lord Président de la Cour Suprême. Il naît à Dalkeith en 1742 et étudie à la Royal High School d'Édimbourg, puis à l'université d'Édimbourg.
Devenu membre de la Faculté des Avocats en 1763, il acquiert bientôt une position de premier plan dans le système légal écossais et bénéficie du succès de son demi-frère Robert (1713–1787), qui devient Lord Président de la Cour Suprême en 1760.
Il devient procureur général pour l'Écosse en 1766 ; mais, après sa nomination comme Lord Avocat en 1775, il abandonne peu à peu la pratique légale pour consacrer son attention plus exclusivement sur les affaires publiques. En 1774, il représente le Midlothian au Parlement de Grande-Bretagne, où il rallie le parti de Lord Frederick North et, malgré son parler écossais et ses manières disgracieuses, se distingue bientôt par ses discours clairs et argumentés. Son nom apparaît en 1776 dans le registre du Poker Club.
Après avoir occupé des postes subalternes sous William Petty, 2e comte de Shelburne, et William Pitt le Jeune, il entre au Cabinet en 1791 comme secrétaire d'État à l'Intérieur.
De 1794 à 1801, il est secrétaire à la guerre sous Pitt, son grand ami. En 1802, il est élevé à la pairie du Royaume-Uni comme vicomte de Melville et baron de Dunira.
Sous Pitt, en 1804, il entre à nouveau au gouvernement comme Premier Lord de l'Amirauté et introduit de nombreuses réformes dans le fonctionnement du ministère. Des soupçons apparaissent, cependant, concernant la gestion financière de l'Amirauté, dont il avait été trésorier entre 1782 et 1800. En 1802 est nommée une commission d'enquête, qui rend son rapport en 1805. Le résultat est la destitution de Dundas en 1806, sur l'impeachment de Samuel Whitbread, pour détournement de l'argent public ; et, bien qu'il ait fini par être acquitté et qu'aucune charge légale n'ait pu être retenue contre lui, il ne retrouvera jamais plus de fonction gouvernementale. Une autre raison de sa retraite pourrait être la mort de Pitt en 1806. Un titre de comte lui est offert en 1809, mais il décline l'offre.
Il meurt en mai 1811 à Édimbourg, à l'âge de 69 ans.

## Famille
Lord Melville a épousé en premières noces Elizabeth, fille de David Rennie, de Melville Castle, en 1765. Après le décès de celle-ci, il se remaria  avec Lady Jane, fille de John Hope, 2e comte de Hopetoun, en 1793. Ses titres passent à son fils Robert Dundas, né du premier lit. La vicomtesse Melville se remarie après le décès de son époux, avant de décéder en juin 1829.

## Mémoire
Il était l'ami de John Graves Simcoe, lieutenant-gouverneur du Haut-Canada. En hommage à son ami, Simcoe baptisa Dundas Street une rue de Toronto (maintenant « route provinciale 2 ») ; la ville de Dundas en Ontario lui doit aussi son nom. En 1792, on nomme le comté de Dundas, toujours en Ontario, en son honneur.
Un monument, le Melville Monument, imité de la colonne de Trajan à Rome, occupe le centre de St Andrew's Square, à Edimbourg. Élevé « par les contributions volontaires des officiers, des sous-officiers, des marins et des soldats de marine de ces royaumes unis », il a été conçu en 1821 par William Burn, conseillé par Robert Stephenson après que des résidents eurent exprimé leurs inquiétudes la capacité du sol à soutenir une colonne d'une telle taille. Une statue de Dundas a été ajoutée au-dessus en 1828.
Une statue à son effigie à Édimbourg a été recouverte de graffitis par des militants antiracistes, qui lui reprochent d'avoir freiné l'abolition de l'esclavage.